# Guzmania septata
Guzmania septata är en gräsväxtart som beskrevs av Lyman Bradford Smith. Guzmania septata ingår i släktet Guzmania och familjen Bromeliaceae. Inga underarter finns listade i Catalogue of Life.